# SK Höjden
SK Höjden, bildad 1948, är en sportklubb i Göteborg som bedriver bandy. SK Höjden bedriver en omfattande ungdomsverksamhet med lag i åldersgrupper från 9 år upp till 19 år. Seniorlaget på herrsidan spelade säsongen 2022/2023 i division 1 södra, där de tog sig till allsvenskt kval genom en andraplats i serien. SK Höjden har två seniorlag till på herrsidan, ett utvecklingslag i division 2 samt ett c-lag i division tre (supertrean). Inför säsongen 22/23 startade föreningen även en damverksamhet. Första säsongen spelade damlaget inte i seriespelet utan tränade och spelade träningsmatcher. 
Noterbart är att A-lagsverksamheten den 27 april 2005 uppgick i den samma dag startade klubben GAIS Bandy, som inför säsongen 2011/2012 avancerade till Elitserien i bandy och efter en lyckad första säsong klarade sitt kontrakt och därmed även spelar säsongen 2012/2013 i densamma. Tack vare ett samgående med Heden City Bandy och SK Höjdens ungdomsverksamhet har SK Höjden alltså sedan 2009/2010 åter lag på seniorsidan.

## Historia
Klubben har under många år bedrivit verksamhet även inom fotboll och bordtennis. Fotbollssektionen gick 2005 samman med BK Smitten, som bildades 1974.
1978 och 1979 vann man Division III, och 1989 vann man Division 1 . 1998 kvalspelade man till Allsvenskan, då Sveriges högsta division, men föll mot bland annat Vetlanda BK. 2004 startade man det samarbete med GAIS som 2005 kom att bli GAIS Bandy .
Vintern 2008-2009 påbörjades ett samarbete med Heden City Bandy, som då endast bedrev seniorverksamhet. De båda klubbarna ansåg sig ha gemensamma intressen att främja sporten bandy och att ge stadens ungdomar en meningsfull och rolig fritidssyssla. Under 2010 övergick Heden City Bandys verksamhet helt till SK Höjden och Heden CBK:s verksamhet lades på is.

## Bandyskola
Klubben anordnar varje vinter en bandyskola för barn upp till 8 år. De äldre spelar med jämnåriga på egna träningstider.
Bandyskolan lockar varje vinter ett 100-tal glada flickor och pojkar att deltaga varje lördag morgon från mitten av november fram till månadsskiftet februari-mars. Fika och glad stämning finns också till föräldrar som vill vara med på isen eller vid sidan av.

## Tabellplaceringar genom tiderna
| Säsong    | Serie                                 | Tabellplacering | Övrigt                                                                             |
| --------- | ------------------------------------- | --------------- | ---------------------------------------------------------------------------------- |
| 2022/2023 | Div I Södra                           | 2:a             | Till allsvenskt kval                                                               |
| 2021/2022 | Div I Västra                          | 6:a             |                                                                                    |
| 2020/2021 | Div I Västra                          | -               | Inställd pga covid                                                                 |
| 2019/2020 | Div II Sydväst                        | 2:a             | Klara för Div I                                                                    |
| 2018/2019 | Div II Sydväst                        | 1:a             |                                                                                    |
| 2017/2018 | Div I Västra                          | 8:a             | Degradering till Div II                                                            |
| 2016/2017 | Div I Västra                          | 8:a             |                                                                                    |
| 2015/2016 | Div I Västra                          | 7:a             |                                                                                    |
| 2014/2015 | Div I Västra                          | 5:a             |                                                                                    |
| 2013/2014 | Div I Västra                          | 4:a             |                                                                                    |
| 2012/2013 | Div I Västra                          | 6:a             | En tung säsong avslutades bra och laget klarade i sista 2 omgångarna nytt kontrakt |
| 2011/2012 | Div I Västra                          | 6:a             |                                                                                    |
| 2010/2011 | Div II Gbg/Halland Uppflyttningsserie | 2:a             | Klara för Div. I då Kareby redan är representerade där.                            |
| 2010/2011 | Div II Gbg/Halland norra grundserien  | 1:a             | Vidare till Uppflyttningsserie till Div I                                          |

## Ruddalens ishall
SK Höjden har sin klubbstuga med omklädningsrum i anslutning till Ruddalens IP där man tränar samt spelar sina hemmamatcher. Fram till 2023 spelade och tränade SK Höjden utomhus men i december 2023 stod Ruddalens ishall färdig och nu sker verksamheten inomhus. Ruddalens ishall var under dess första år även värdarena för världsmästerskapet för juniorer (pojkar, 17+19) samt SM-slutspelet för juniorer (pojkar, 17+19 och flickor 17).  